# Qasbinə
Qasbinə è un comune dell'Azerbaigian situato nel distretto di Balakən. Conta una popolazione di 2 110 abitanti.